# Leptormenis monticola
Leptormenis monticola är en insektsart som först beskrevs av Fowler 1900.  Leptormenis monticola ingår i släktet Leptormenis och familjen Flatidae. Inga underarter finns listade i Catalogue of Life.